# Acanthocreagris corsa
Espèce
Acanthocreagris corsa est une espèce de pseudoscorpions de la famille des Neobisiidae.

## Distribution
Cette espèce est endémique de Corse en France. Elle se rencontre vers Sartène.

## Description
La femelle holotype mesure 2,37 mm.

## Étymologie
Son nom d'espèce lui a été donné en référence au lieu de sa découverte, la Corse.

## Publication originale
- Mahnert, 1974 : Acanthocreagris nov. gen. mit Bemerkungen zur Gattung Microcreagris (Pseudoscorpiones, Neobisiidae) (Über griechische Pseudoskorpione IV). Revue suisse de Zoologie, vol. 81, no 4, p. 845-885 (texte intégral).